# Vincenzo Ranuzzi
Vincenzo Gaspare Ranuzzi (* 1. Oktober 1726 in Bologna; † 27. Oktober 1800 in Ancona) war ein italienischer Geistlicher, päpstlicher Diplomat, Bischof von Ancona e Numana und Kardinal.

## Leben
Er entstammte der Senatorenfamilie der Grafen von Porretta und war das zweite von fünf Kindern des Senators Graf Marcantonio Ranuzzi und dessen Frau Maria Bergonzi Parmigiana. Vincenzo Ranuzzi war ein Urgroßneffe des Kardinals Angelo Maria Ranuzzi. Er studierte in Rom und wurde von der Universität La Sapienza am 5. April 1753 zum Doctor iuris utriusque promoviert. Die Priesterweihe empfing er am 5. April 1760. Er wurde Referendar an den Gerichtshöfen der Apostolischen Signatur, Relator der Kongregation für die Güterverwaltung, der Heiligen Consulta und Kanoniker der Lateranbasilika.
Papst Pius VI. ernannte ihn am 11. September 1775 zum Titularerzbischof von Tyrus. Die Bischofsweihe spendete ihm am 17. September desselben Jahres in der römischen Kirche Sant’Agnese fuori le mura Kardinal Carlo Vittorio Amedeo delle Lanze; Mitkonsekratoren waren Kurienbischof Nicolo Saverio Santamaria und Giuseppe Aluffi, Bischof von Bagnoregio. Am 18. September 1775 wurde Vincenzo Ranuzzi zum Nuntius in der Republik Venedig ernannt. Am 22. September 1775 wurde er Päpstlicher Thronassistent und am 26. Februar 1782 Nuntius in Portugal.
Im Konsistorium vom 14. Februar 1785 erhob Pius VI. ihn zum Kardinalpriester. Das rote Birett überbrachte Luigi Gregori di Foligno als päpstlicher Ablegat, es wurde ihm von König Pedro III. in einer feierlichen Zeremonie vor dem versammelten Hofstaat aufgesetzt. Den roten Hut erhielt Vincenzo Ranuzzi am 26. April 1787, und am 20. September desselben Jahres wurde ihm Santa Maria sopra Minerva als Titelkirche übertragen. Er gehörte der Kongregation für die Bischöfe und Regularen, der Kongregation für die kirchliche Immunität sowie der Kongregation für Ablässe und die heiligen Reliquien an.
Am 14. Februar 1785 wurde Vincenzo Ranuzzi zum Bischof von Ancona e Numana mit dem persönlichen Titel eines Erzbischofs ernannt. Während der Französischen Revolution bot er aus Frankreich vertriebenen Priestern Zuflucht. Nach der französischen Besetzung musste er den Treueid auf die französische Republik und die Demokratie leisten. Er weigerte sich, Ancona zu verlassen, als die österreichische Armee während der Napoleonischen Kriege im Begriff war, die Stadt zu belagern.
Am Konklave 1799–1800, das in Venedig Papst Pius VII. wählte, nahm Vincenzo Ranuzzi aus gesundheitlichen Gründen nicht teil. Er beherbergte den neugewählten Papst auf dessen Reise nach Rom am 21. Juni 1800 in Ancona.
Wenige Monate später, am Abend des 27. Oktober 1800, starb Vincenzo Ranuzzi in Ancona. Beigesetzt wurde er in der dortigen Kathedrale.